# Neal Bishop
Neal Bishop, född 7 augusti 1981 i Stockton-on-Tees i England, är en engelsk fotbollsspelare som spelar för Scarborough Athletic.

## Karriär
Bishop startade sin karriär som ungdomsspelare i Middlesbrough FC men fick aldrig chansen i representationslaget. Istället flyttade han runt bland mindre klubbar i norra England och hamnade till slut 2005/06 i Scarborough FC där han blev vald till lagkapten. Efter en lyckosam period där flyttade han till Football Conference och York City FC. Han spelade i York City från januari 2006 till sommaren 2007 då Barnet FC visade intresse.
Barnet FCs Manager Paul Fairclough kände till Bishops kapacitet från Englands C-landslag och erbjöd Bishop ett kontrakt med klubben. Totalt blev det två säsonger i Barnet innan han 2009 skrev på för Notts County.
Den 6 juni 2018 värvades Bishop av League Two-klubben Mansfield Town.